# 黑瞎子岛

黑瞎子岛国界

48°21′41″N 134°48′50″E / 48.36139°N 134.81389°E
黑瞎子岛，俄称大乌苏里岛（俄语：Большой Уссурийский），是位于黑龙江和乌苏里江交汇处的一个岛系，由包括银龙岛、黑瞎子岛在内的93个岛屿和沙洲组成，全岛面积约335平方公里。
清朝末年，俄罗斯通过瑷珲条约、中俄北京條約将原属于中国的外东北据为己有，黑龙江和乌苏里江的交汇处成为两国国界。1929年中东路事件时，苏联军队进占黑瞎子岛。1949年中华人民共和国成立后，仍声索黑瞎子岛主权。至2004年，中俄两国重新勘定国界，将黑瞎子岛一分为二，其中西部回归中国。
行政上，中国部分属于黑龙江省佳木斯市抚远市，俄方部分属于哈巴罗夫斯克边疆区哈巴罗夫斯克区的伯力市。

## 地理
抚远三角洲（广义上的黑瞎子岛）是由银龙岛（俄语：Остров Тарабаров，塔拉巴罗夫岛）、黑瞎子岛（狭义上的）、明月岛3个岛系93个岛屿和沙洲组成。黑瞎子岛位于中俄边界黑龙江和乌苏里江的交汇处主航道西南侧，四面环水，地处中国最东端“鸡形”版图上鸡嘴位置。位于北纬48°27'至48°27′、东经134°24′至135°05′。全岛面积327平方公里，北临黑龙江，长60公里，东南部靠乌苏里江，长40公里，西、南是连接黑、乌两江的抚远水道（传统称通江子），长35公里。该岛西距佳木斯市抚远县县城11公里，东距俄伯力1,500米。最宽处12公里，最窄处3公里，和马耳他大小相近，是长江入海口的崇明岛的三分之一，是香港面积的三分之一、是澳门的12倍、珍宝岛的500倍。平均海拔40米，地势平坦，基本处于未开發状态。全岛大面积是湿地，有些地区超过海拔40米的高地。岛上主要生长柳树、榆树、杨树、柞树和牧草。岛周围江汊纵横，水草丰盛，主要鱼类有鲤鱼、鲫鱼、鲢鱼、白鱼、鳌花几十种，是鲑鱼洄游的必经之路。中国政府在黑瞎子岛中国一侧建立了黑瞎子岛湿地公园。由于地势不高，黑瞎子岛曾被洪水淹没。

## 历史

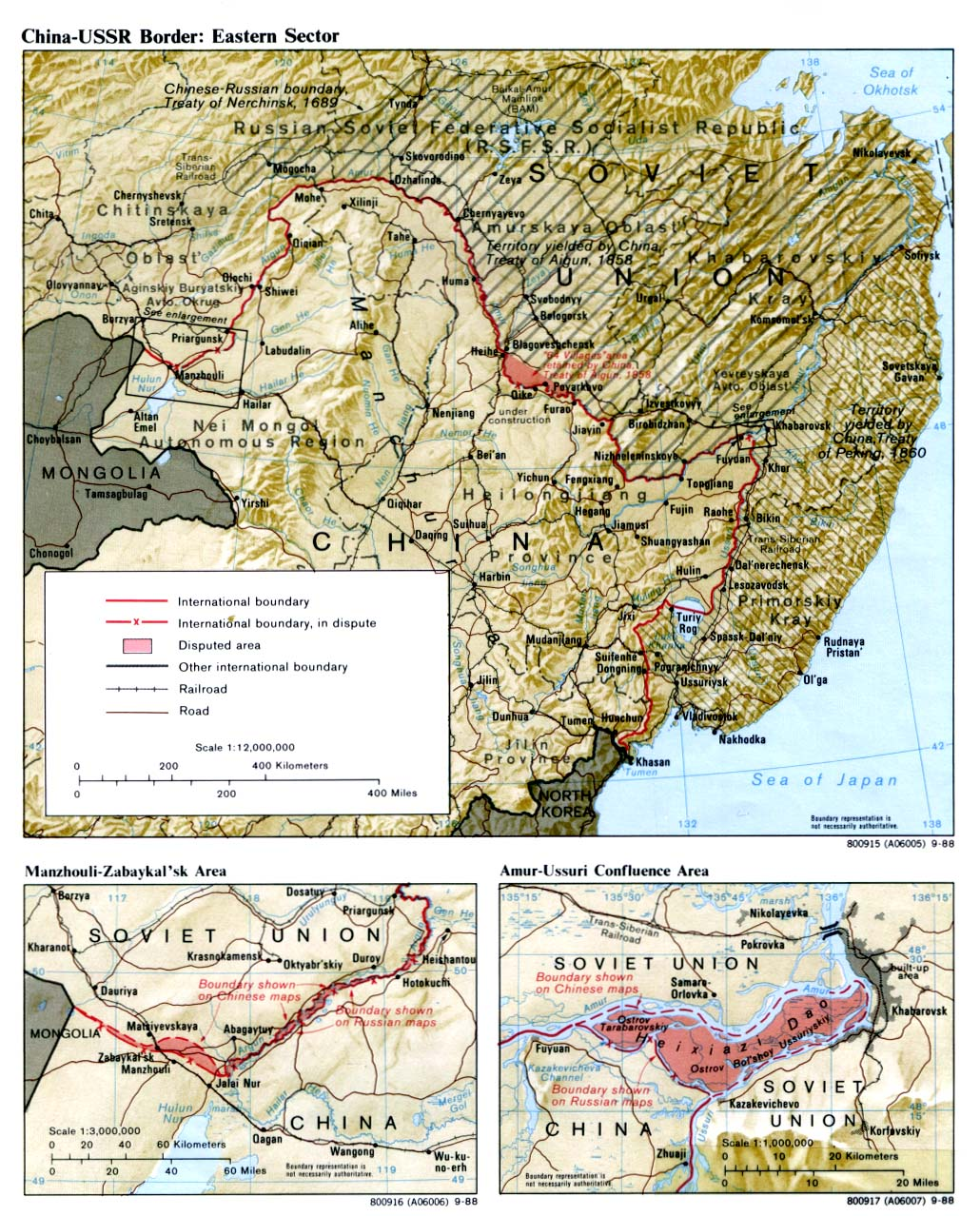
圖為中國東北和蘇俄的爭議邊界，右下角是黑瞎子島。

1860年的中俄《北京条约》第一条确定了黑瞎子岛的归属：
此后两国东界定为由什勒喀、额尔古纳两河汇合处。即顺黑龙江下游至该江、乌苏里河汇合处，其北边属俄罗斯国，其南边地至乌苏里河口所有地方，属中国。自乌苏里河口而南，上至兴凯湖，两国以乌苏里及松阿察二河作为交界。
1861年中俄《东界交界道路记文》再次确认上述事实。1861年中俄订立《堪分东界约记》，当时由清廷三姓副都统富尼扬阿与俄国官员吉成克于1861年7月19日在黑龙江正流和乌苏里江正流汇合处的日奔沟（俄境哈巴罗夫斯克对岸的黑瞎子岛最东段）竖立“耶”字碑。立碑后不久，俄国人曾先后将“耶”字碑向中方境内移动90余华里，立于通江子入乌苏里江正流汇流处，意图改变黑瞎子岛归属。
1894年，俄国人在黑瞎子岛东北侧乌苏里江岸建设布拉若内船坞，又名老船坞。1911年俄国人开始在黑瞎子岛的乌苏里江口处建设第二船坞，也称新船坞。
20世纪初，俄国税吏开始在岛上征税。
1911年6月初。当时虎林厅同知吴士澄呈请吉林巡抚，转电清政府外务部：俄国指认黑瞎子岛西南的中国内河“通江子”为中俄界河，不准中国船只沿岛东部的乌苏里江干流和该岛北部的黑龙江干流航运，而只准中方经通江子航运。1911年8月28日，俄国复照清政府称，连接黑龙江和乌苏里江的黑瞎子岛西南的“通江子”是中俄界河，黑瞎子岛以东的乌苏里江、黑瞎子岛以北的黑龙江是俄国境内的河流。这样俄国把黑瞎子岛全部划人其境内。随即爆发辛亥革命，中国政府无力顾及这一边境事务，俄国政府在通江子与黑龙江、乌苏里江交汇处分别设立海关，向中国船只征收关税。北洋政府多次与俄国交涉，均无结果。
1928年初，绥远县知事派人到黑瞎子岛调查，查明岛上住有中国民户30家，苏户17家，均系捕鱼割草为生，苏联在该岛无各种设备，只是苏方有时派兵前往巡视。
黑瞎子岛自中东路事件时于1929年9月29日被苏联红军侵占。九一八事件后，日本关东军与苏军沿边境对峙，黑瞎子岛成为苏军据守伯力的前沿阵地。

### 俄国建筑
苏军占岛后，一直实行军事控制，在银龙岛、北代岛及东正教堂处建有5个边防哨所。沿中国侧岛边设有铁丝网约40公里，抚远水道上、下口处俄方都有炮艇驻守。 
1929年以后苏联和俄罗斯在黑瞎子岛上建立了不少设施，有住房、教堂、别墅，在該島住的俄罗斯人据俄罗斯方面说是16,000人，据中国方面说有10,000多人。
俄方在岛上建有两个农场：一处在岛中北部黑龙江南岸，有楼房15栋，多为五层，一处厂房、一个水塔、三个大烟囱、四个立式油罐、一个俱乐部。另一处1984年在黑瞎子岛中东部建有曙光农场，开垦耕地6,074公顷，修建了2-6米高的防水堤坝31.6公里和环岛公路。俄方在明月岛上建有阿穆尔航道局和修船厂，7栋两层楼房，一片平房，一个水塔，一个烟囱，居民区内有柏油路。 
在抚远水道与乌苏里江汇合口北岸，1999年10月，俄方建立一座高28米的东正教堂，附近有一处小型直升机场，俄方在岛上建有两处高压电力线。2001年7月，在银龙水道中部修筑一道锁坝，抛石护坡。在乌苏里江上诺沃村附近建有上岛舟桥，共有浮舟107个，全长800米，舟桥两端有固定桥墩，平时可通汽车。

### 中华人民共和国时期

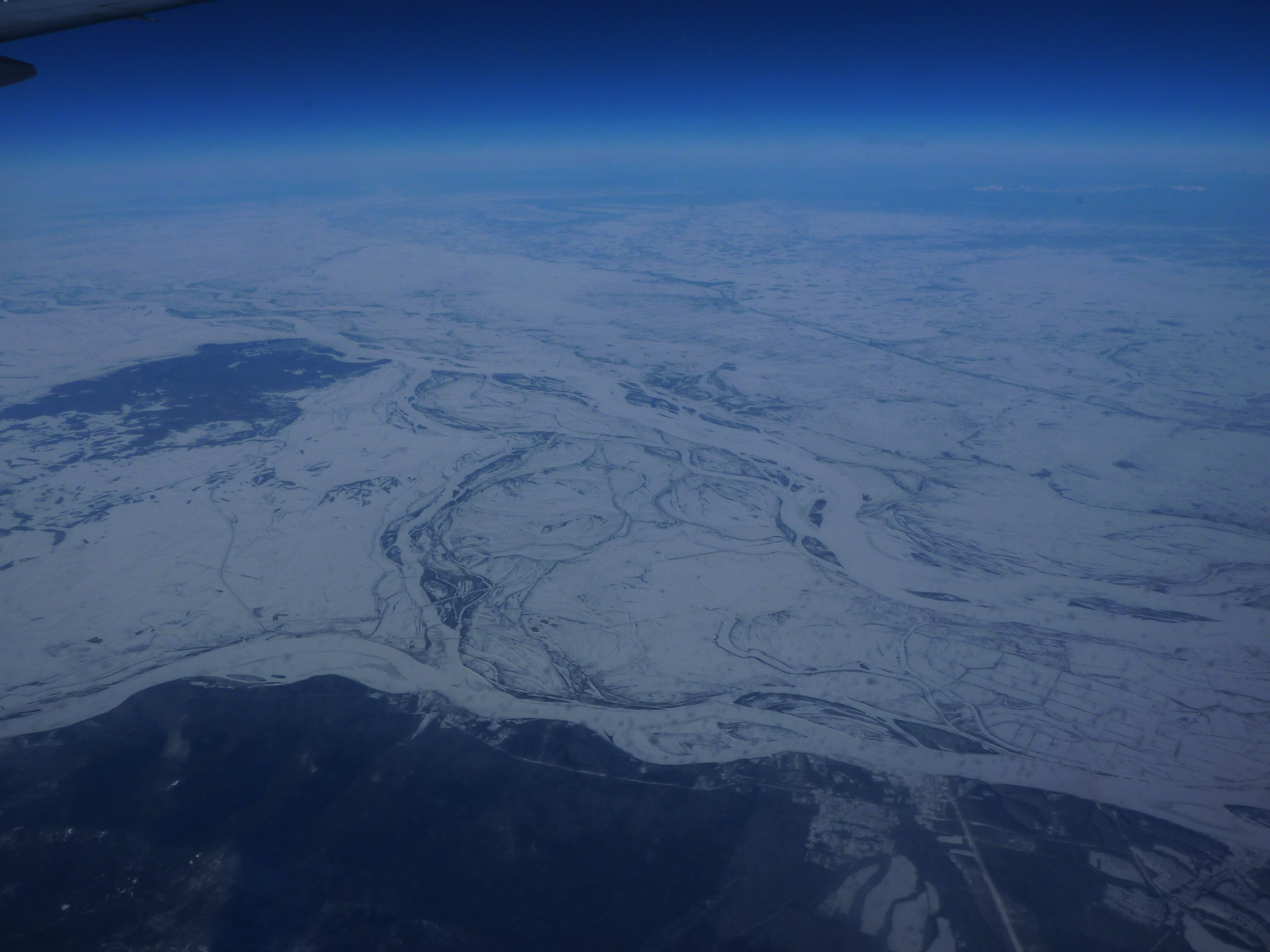
银龙岛和黑瞎子岛的航拍照片（2011年）

1949年中华人民共和国成立后，明确了处理前政权同邻国签订的边界条约的基本原则——即“我国和外国的边界，已有旧约确定了的，应该按着国际法的一般原则处理”。据此，中华人民共和国对以往同邻国签订的边界条约，一般予以承认，并以旧约为基础重新划界。黑瞎子岛不属于中国前政权同邻国签订过边界条约的范围。
在中国公布的行政区划中，当时全岛归属黑龙江省抚远县管辖。
1950年代，中苏关系友好，两国边民均可以上岛。苏联也未在黑瞎子岛驻军。
1964年2月25日至8月15日，中苏在北京开始第一次边界谈判，双方共举行了8次全体会议、10余次团长会议、30多次顾问专家会议，希望對黑瞎子岛的归属问题以及中苏东段边界基本达成共识。后因赫鲁晓夫突然下台，谈判中止。
1969年10月至1978年6月，中苏第二次边界谈判。至苏联入侵阿富汗，谈判中止。
1987年2月，中苏第三次边界谈判。经过12轮谈判，解决除了黑瞎子岛、阿巴该图洲渚两块争议地区以外的中苏边界东段划界。1991年5月，时任中国共产党中央委员会总书记的江泽民访苏，一九九一年五月十六日签署《中华人民共和国和苏维埃社会主义共和国联盟关于中苏国界东段的协定》。

1994年9月3日签署
《中华人民共和国政府和俄罗斯联邦政府关于船只从乌苏里江（乌苏里河）经哈巴罗夫斯克城下至黑龙江（阿穆尔河）往返航行的议定书》：“缔约双方确认，各类船只，包括军用船只，均可从乌苏里江（乌苏里河）经哈巴罗夫斯克城下至黑龙江（阿穆尔河）无阻碍地往返航行。”遵守缔约双方制定的《各类船只，包括军用船只从乌苏里江（乌苏里河）经哈巴罗夫斯克城下至黑龙江（阿穆尔河）往返航行的规则》。议定书“所述河道上不得同时有两艘以上中国军用船只，但边防部队船只不属此范畴。 ”
1999年12月9日，时任中共中央总书记和中国国家主席的江泽民和俄罗斯联邦总统的叶利钦签订《关於中俄国界线东西两段的叙述议定书》，这个议定书成为中俄边界的法律文件。
2001年7月，当时的中俄两国元首江泽民和叶利钦决定平分黑瞎子岛。自此，中华人民共和国完全放弃对黑瞎子岛东半部的主权声索。

2001年7月第四次中俄边界谈判开始，至2004年10月14日中华人民共和国外长李肇星与俄罗斯外长谢尔盖·拉夫罗夫在北京签署
《中华人民共和国和俄罗斯联邦关于中俄国界东段的补充协定》：「黑瞎子岛面积335平方公里，划归中方171平方公里，划归俄方164平方公里。抚远三角洲第二大的島嶼銀龍島，因位處黑瞎島之西北，故此全部歸屬中华人民共和国。俄罗斯保留黑瞎子島（大烏蘇里島）東半部份，包括有丘姆卡村和俄罗斯居民的别墅。」
《中华人民共和国和俄罗斯联邦关于中俄国界东段的补充协定》分別由雙方國家國會批准（中华人民共和国全国人民代表大会於2005年4月27日批准，俄罗斯國家杜马及联邦委员会於2005年4月20日批准）；同年6月2日，中俄外长在符拉迪沃斯托克互换证书和批准书。从而为黑瞎子岛乃至中俄边界问题的最终解决畫上了句点。
2008年7月4日，俄罗斯联邦安全局远东联邦区地区边防局局长瓦列里·普托夫上将表示，将在2008年8月将银龙岛和黑瞎子岛西半部移交中华人民共和国。2008年10月14日，中俄双方在黑瞎子岛举行了“中华人民共和国与俄罗斯联邦国界东段界桩揭幕仪式”。同日，中华人民共和国外交部和俄罗斯外交部通过换文确认《中华人民共和国和俄罗斯联邦关于中俄国界东段的补充协定》及其附件正式生效。两国边防部队已开始按双方勘定的国界线履行防务。
2012年3月30日，中华人民共和国黑龙江省公安边防总队在黑瞎子岛举行揭牌仪式，宣布设立黑瞎子岛公安边防执勤点。
2015年，黑瞎子岛被列为国家级自然保护区。保护区面积124平方公里。
2017年7月23日，全国徒步大会第四站在黑瞎子岛举行。
2024年5月普京访华期间，两国签署的《中华人民共和国和俄罗斯联邦在两国建交75周年之际关于深化新时代全面战略协作伙伴关系的联合声明》提出：“遵循睦邻友好、尊重国家主权的原则共同开发黑瞎子岛（大乌苏里岛）。加快协商《中俄船只在黑瞎子岛（塔拉巴罗夫岛和博利绍伊乌苏里斯基岛）地区周围水域航行的政府间协定（草案）》文本。”

## 交通
对外交通方面，中国部分有 建黑高速，经乌苏大桥连接抚远及黑龙江其他城市。规划中 102国道终点加注括号提及黑瞎子岛，但实际上其终点却位于抚远三角洲东南侧的东方第一哨。俄罗斯部分则基本依靠摩托艇或气垫船与哈巴罗夫斯克（伯力）本土来往。
目前中俄两国均未规划连接黑瞎子岛的铁路。